# Волчек Павло Володимирович
Павло Володимирович Волчек (4 вересня 1980, м. Мінськ, СРСР) — білоруський хокеїст, нападник, нині помічник тренера.
Вихованець хокейної школи «Юність» (Мінськ). Виступав за «Юність» (Мінськ), «Керамін» (Мінськ), ХК «Вітебськ», ХК «Брест», «Металург» (Жлобин), «Беркут» (Київ), «Гомель», ХК «Ліда».
У складі національної збірної Білорусі провів 13 матчів (5+1). У складі молодіжної збірної Білорусі учасник чемпіонатів світу 1997, 1999 і 2000 (група B).
Брат: Олексій Волчек.
Досягнення
- Чемпіон Білорусі (2002), срібний призер (1999, 2000, 2003, 2004), бронзовий призер (2009)
- Бронзовий призер чемпіонату України (2012)
- Володар Кубка Білорусі (2002).